# Sommarö (vid Borstö, Nagu)
Sommarö är en ö nära Borstö i Nagu,  Finland.   Den ligger i Pargas stad i den ekonomiska regionen  Åboland  och landskapet Egentliga Finland. Ön ligger omkring 1 kilometer sydost om Borstö, omkring 38 kilometer söder om Nagu kyrka,  68 kilometer söder om Åbo och 170 km väster om Helsingfors. Närmaste allmänna förbindelse är förbindelsebryggan vid Borstö som trafikeras av M/S Nordep. Arean är 3,4 kvadratkilometer.
Terrängen på Sommarö är mycket platt. Öns högsta punkt är 19 meter över havet. Den sträcker sig 3,6 kilometer i nord-sydlig riktning, och 2,8 kilometer i öst-västlig riktning.
I övrigt finns följande på Sommarö:
- Basskär (en ö)
- Bastukobben (en ö)
- Birsskär (en ö)
- Birsskärs harun (en ö)
- Borstö (en ö)
- Brantkläppen (en ö)
- Båtskärs kläpparna (en ö)
- Krokskär (en ö)
- Lillön (en ö)
- Långskär (en ö)
- Nätiskär (en ö)
- Sikkobb harun (en ö)
- Långskär (vid Borstö, Nagu) (en ö)
- Sillskär (en ö)
- Sälgskär (en ö)
- Söderön (en ö)
- Trollkobben (en ö)
- Västerkläppen (en ö)
- Ytterskär (en ö)
- Ytterskärs haruna (en ö)
- Ängeskär (en ö)